# Jonathan Bergmann

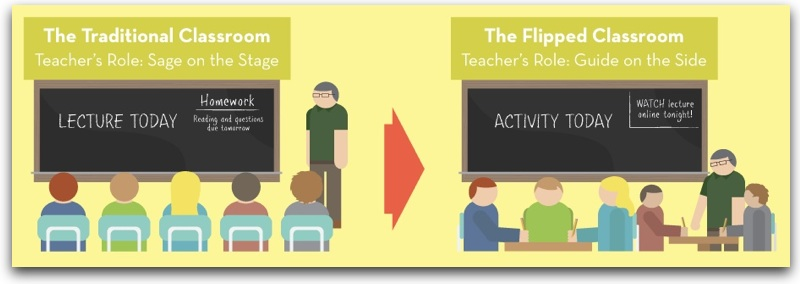
Versión del método tradicional y versión del aula invertida

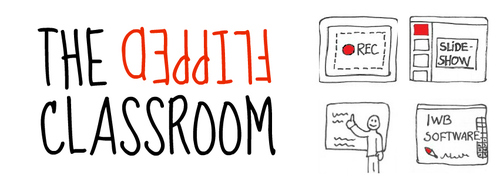
Explicación de una clase invertida

Jonathan Bergmann es un profesor de química y uno de los creadores del aula invertida (flipped classroom) junto con el también profesor de química, Aaron Sams. A pesar de ser ya célebre por su forma de enseñar, Bergmann decidió "invertir" lo que los estudiantes  actividades, lo cual, según Bergmann, es más importante que los vídeos.[cita requerida] Desde entonces Bergmann se ha convertido en el principal facilitador tecnológico de una escuela en Illinois y ha trabajado para promover dicho modelo de enseñanza en otras escuelas y universidades, tanto en Estados Unidos como en el extranjero. 

## Vida privada
Bergmann se graduó en 1991 en la Escuela de Educación y Desarrollo Humano en la Universidad de Colorado en Denver.
Está casado y tiene tres hijos, Caleb, Katie y Emily.

## Carrera
Bergman ha trabajado en el área educacional durante casi veintiséis años, de los cuales, veinticuatro han estado dedicados a la enseñanza en secundaria y preparatoria como profesor de ciencias. Dio clases durante tres años en la Secundaria Baker, después trabajó un año en la Preparatoria Englewood en Colorado, y después se trasladó a la Preparatoria Englecrest, al sur de Denver en Colorado, donde dio clases durante quince años. A continuación, obtuvo un puesto en la Preparatoria Woodland Park, donde enseñó con métodos tradicionales durante cuatro años. Después, junto con su colega y también profesor de química, Aaron Sams, experimentó con la idea de poner clases en vídeo para que los estudiantes los vieran fuera de clase. Después se convirtió en el principal facilitador tecnológico para la Escuela Joseph Sears en Kenilworth (Illinois). Hoy en día, Bergmann se dedica a escribir, dar conferencias y a promover su modelo del "aula invertida".
Además, se desempeña en el consejo de asesoría para TED.

## Flipped classroom
Bergmann es reconocido como uno de los pioneros de lo que hoy es conocido como el movimiento del "aula invertida" o flipped classroom Junto con Aaron Sams, empezó a experimentar con la idea de grabar el contenido de las clases en vídeo. La idea era que los estudiantes vieran dichos vídeos en casa y que trabajaran en ejercicios y proyectos en el salón de clases, bajo la supervisión del profesor, "invirtiendo" de esta manera la tarea para la escuela y las clases para la casa.  Bergmann se dio cuenta de que con este modelo, las calificaciones que sus alumnos obtenían en los exámenes incrementaban.
Al principio, Bergmann y Sams se enfocaron en la creación de vídeos, haciéndolos para cada clase. Sin embargo, pronto descubrieron que lo que era más importante y relevante eran las actividades que los alumnos hacían en el aula, debido a que ya no pasaban tanto tiempo escuchando las explicaciones. Bergmann insiste que esta es la clave para el modelo del "aula invertida", no los vídeos en sí mismos. Él considera que la pregunta guía para el movimiento "flipped classroom" es preguntarse ¿Qué es lo mejor para los estudiantes en mi salón de clases?
Durante una entrevista con la revista Ed Tech, Bergmann contó la siguiente anécdota: 

"Recuerdo a Annabelle, quien entró en mi clase en su primer año y que parecía sólo querer pasar la materia. La escuela no parecía ser una prioridad para ella y recuerdo que me dije, "A Annabelle no lo gustará esta clase". Dije esto porque el "Flipped-Mastery course" realmente espera que todos los estudiantes aprendan de forma profunda y no que sólo traten de pasar la materia. Cuando el año comenzó, Annabelle estaba frustrada debido a que siempre tomaba el camino corto para aprender. 

Cuando llegó el momento de las evaluaciones, a ella le costó mucho trabajo pasar. A mediados de enero o febrero, empecé a notar una mejora importante en su aprendizaje. Empezó a dejar de sufrir con las evaluaciones y se entusiasmó por aprender. Durante una de mis visitas diarias, hablé con Annabelle y le pregunté qué era lo que estaba pasando. Su primera respuesta fue "Sr. Bergmann, he descubierto que es más fácil si lo aprendo bien la primera vez." Lo que ella me estaba diciendo, en esencia, era que ella se estaba haciendo responsable de su propio aprendizaje y estaba aprendiendo a aprender. Ella podría olvidar el contenido del curso, pero el aprender a aprender era una herramienta invaluable que se llevó consigo misma después del final de mi clase ese año."
Jonathan Bergmann

A pesar del éxito que ha tenido con su método, Bergmann aún encuentra desafíos a la hora de implementarlo. Aún es difícil el persuadir a los maestros, padres de familia y administradores de usarlo. Con los estudiantes los desafíos son menores debido a que están acostumbrados a los vídeos y el uso de Internet.  El calificar sigue siendo un desafío para el movimiento del "flipped classroom" debido a que el método sirve más si los estudiantes aprenden a su propio ritmo, pero aun así, hay periodos de evaluación en las escuelas.
Sin embargo, Bergmann y Sams continúan promoviendo sus ideas y fundando una red sin fines de lucro para todos aquellos interesados. Para enero de 2012, el número de miembros activos de Flipped Learning Network Ning había incrementado de 2,500 a 15,000. Bergmann y Sams escribieron el libro Flip Your Classroom: Reach Every Student in Every Class Every Day y Flipped Learning: Gateway to Student Engagement. Bergmann ha sido autor y coautor de múltiples artículos en varias publicaciones educacionales.
Bergmann se ha convertido en un destacado orador y ha dado discursos de apertura en conferencias como BETT 2013, el Fall CUE 2012, el Foro Académico de Wisconsin y numerosos eventos de la Flipped Learning Network; el FlipCon 1-6, el Learning Technologies MENA (Dubái) y el Congreso de Innovación y Educación Tecnológica en el Instituto Tecnológico y de Estudios Superiores de Monterrey en México. También se ha presentado en la University of Nebraska (Kearney), en la Universidad de Texas Brownsville, en el "pre-service teachers" en la Universidad de Wisconsin Whitewater y en la Universidad Estatal de Illinois.
Teniendo en cuenta el significado y las bases sobre las que se asienta este modelo, podríamos establecer una estrecha relación con la taxonomía de Bloom. El modelo aula invertida se dirige hacia el fomento del pensamiento crítico; que es posible ya que, en términos de Bloom’s taxonomy (2011), los alumnos realizan tareas de bajo nivel cognitivo (memorizar, comprender) fuera del aula, mientras que aquellas que son cognitivamente más exigentes (aplicar, analizar, sintetizar o evaluar) se realizan en el aula. Estas últimas tienen un grado elevado de dificultad y el hecho de realizarlas en clase supone para los alumnos contar con la ayuda del docente.

### Uso del tiempo
Uno de los puntos más importantes  de este modelo es el uso del tiempo. Con esta metodología los alumnos dedican la mayoría del tiempo en el aula a despejar dudas, para trabajos cooperativos, resolución de problemas, debates y actividades más prácticas. Es en casa donde desarrollan el trabajo más teórico, trabajo al que antes le dedicaban  la mayoría de las horas del aula.

## Reconocimiento
Incluso antes del "flipped classroom", el trabajo de Bergmann fue reconocido con el Premio Presidencial para la Excelencia en Matemáticas y la Enseñanza de las Ciencias. Por ello, Bergmann viajó a la Casa Blanca para conocer a la Primera dama de los Estados Unidos.
El modelo del "aula invertida" o "flipped classroom" ha sido cubierto por varias publicaciones como The New York Times y The Washington Post. Bergmann y Sams fueron nominados para el Premio Internacional Brock en Educación y aparecieron en la lista "Tech & Learning’s 10 Most Influential of 2013." Bergmann fue también semifinalista para el Profesor del Año en Colorado en el 2010.

## Publicaciones

### Libros
- Bergmann, J., & Sams, A. (2014). Flipped Learning: Gateway to Student Engagement, ISTE
- Bergmann, J., & Sams, A. (2012). Flip your classroom: reach every student in every class every day. Eugene, OR.; Alexandria, VA.: ISTE ; ASCD.
- Bergmann, J., & Sams, A. (2015). Flipped Learning for English Language Instruction, ITSE.
- Bergmann, J., & Sams, A. (2015). Flipped Learning for Math Instruction, ITSE.
- Bergmann, J., & Sams, A.  (2015). Flipped Learning for Science Instruction, ITSE.
- Bergmann, J., & Sams, A (2016). Flipped Learning for Elementary Instruction, ITSE.
- Bergmann, J., & Sams, A. (2016). Dale la Vuelta a tu Clase, SM.

### Artículos Selectos
- Bergmann, J., & Sams, A (2014) Flipping For Mastery, Educational Leadership, 71(4), 24-29
- Sams, A., & Bergmann, J. (2013). Flip Your Students’ Learning. Educational Leadership, 70(6), 16–20.
- Bergmann, J., & Sams, A. (2012). Before you flip, consider this. Phi Delta Kappan, 94(2), 25.
- Bergmann, J., & Sams, A. (2008). Remixing Chemistry Class. Learning & Leading With Technology, 36(4), 22–27.
- Bergmann, J (2013, November 18), The Biggest Hurdle to Flipping Your Class, Edutopia.
- Bergmann, J (2013, August 13), The Perfect Match:  Flipped Learning & the Common Core, Pearson & Innovation Network.
- Bergmann, J., & Sams, A. (2012, June 12). Why Flipped Classrooms Are Here to Stay. Education Week - Teacher.
- Bergmann, J., Overmyer, J., & Wilie, B. (2012, April 14). The Flipped Class: Myths vs. Reality (1 of 3). The Daily Riff- Be Smarter. About Education.